# Diphosphortetraiodid
Diphosphortetraiodid ist eine chemische Verbindung mit der Summenformel P2I4. Sie besteht aus zwei Phosphoratomen in der Oxidationsstufe +2, die über eine Einfachbindung miteinander verbunden sind. Jedes Phosphoratom besitzt des Weiteren zwei Bindungen zu Iodatomen.

## Darstellung
Diphosphortetraiodid kann aus den Elementen gewonnen werden. Hierzu wird weißer Phosphor mit elementarem Iod zur Reaktion gebracht.
{\displaystyle \mathrm {P_{4}\ +\ 4\ I_{2}\longrightarrow \ 2\ P_{2}I_{4}} }
Weitere Möglichkeiten sind die Iodierung von Phosphan und die Iodierung von Phosphortrichlorid mit Kaliumiodid.
{\displaystyle \mathrm {8\ PH_{3}\ +\ 5\ I_{2}\longrightarrow \ P_{2}I_{4}\ +\ 6\ PH_{4}I} }
{\displaystyle \mathrm {PCl_{3}\ +\ 3\ KI\longrightarrow \ PI_{3}\ +\ 3\ KCl} }

## Eigenschaften
Diphosphortetraiodid ist eine bei Raumtemperatur feste Verbindung, die bei 125,5 °C schmilzt. Phosphor(II)-iodid reagiert mit Brom zu einer Mischung aus Phosphortriiodid, Phosphortribromid und den gemischten Halogeniden PBr2I und PBrI2.
Die Verbindung besitzt eine trikline Kristallstruktur mit der Raumgruppe P1 (Raumgruppen-Nr. 2).

## Verwendung
Diphosphortetraiodid kann zur Synthese von Aziridinen aus Aminoalkoholen benutzt werden.
Des Weiteren wird es zur Herstellung von Nitrilen aus Carbonsäuren eingesetzt.